# فرانشيسكو كونتريراس
فرانشيسكو كونتريراس (بالإنجليزية: Francisco Contreras)‏ مواليد 24 مارس 1984 في جمهورية الدومينيكان، هو ملاكم محترف دومينيكي يصنف ضمن فئة وزن الوسط.

## إحصائيات
خاض خلال مسيرته 28 نزالا، فاز في 23 ولم يتعادل وخسر في 5. فاز بالضربة القاضية في 18 نزالا.

## روابط خارجية
- فرانشيسكو كونتريراس على موقع بوكس ريك (الإنجليزية) (registration required)